# Dugabal, Parasgad
Dugabal là một làng thuộc tehsil Parasgad, huyện Belgaum, bang Karnataka, Ấn Độ.